# 소라도서관
소라도서관은 전라남도 여수시 소라면 덕양리 소재의 도서관이다.

## 연혁
- 1998년 12월 24일 개관.